# Castelldefels
Castelldefels è un comune spagnolo di 62 250 abitanti situato nella comunità autonoma della Catalogna.